# 斯帕兰扎尼陨击坑

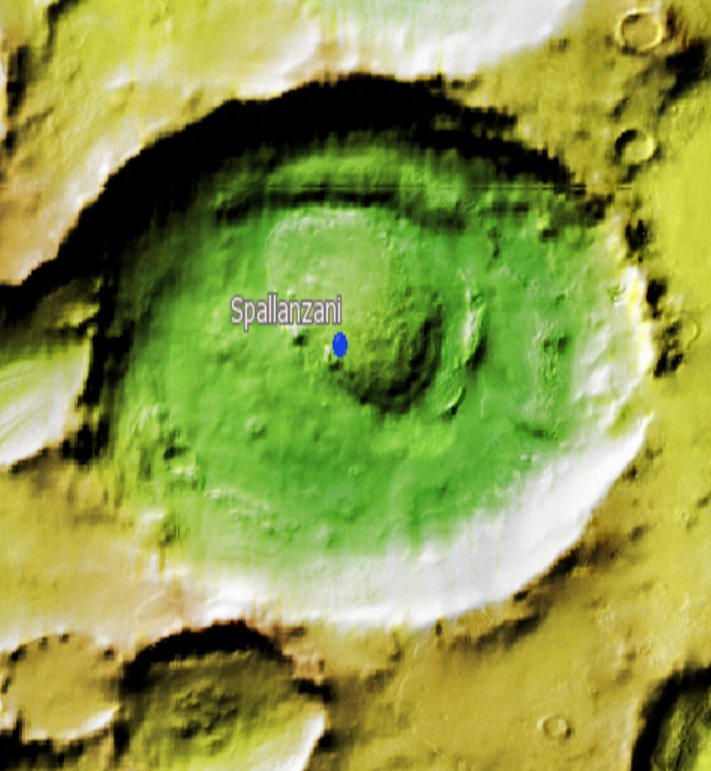
斯帕兰扎尼陨击坑地形位置图。

斯帕兰扎尼陨击坑（Spallanzani）是火星希腊区的一座撞击坑，中心坐标位于南纬58度、东经86.4度，直径71.69公里（44.55英里），其名称取自十八世纪意大利博学家暨生物学家拉扎罗·斯帕兰札尼（1729年－1799年），1973年被国际天文联合会行星系统命名工作组批准接受。

## 描述
轨道探测器照片显示，该陨坑坑底上分布有众多的岩层。

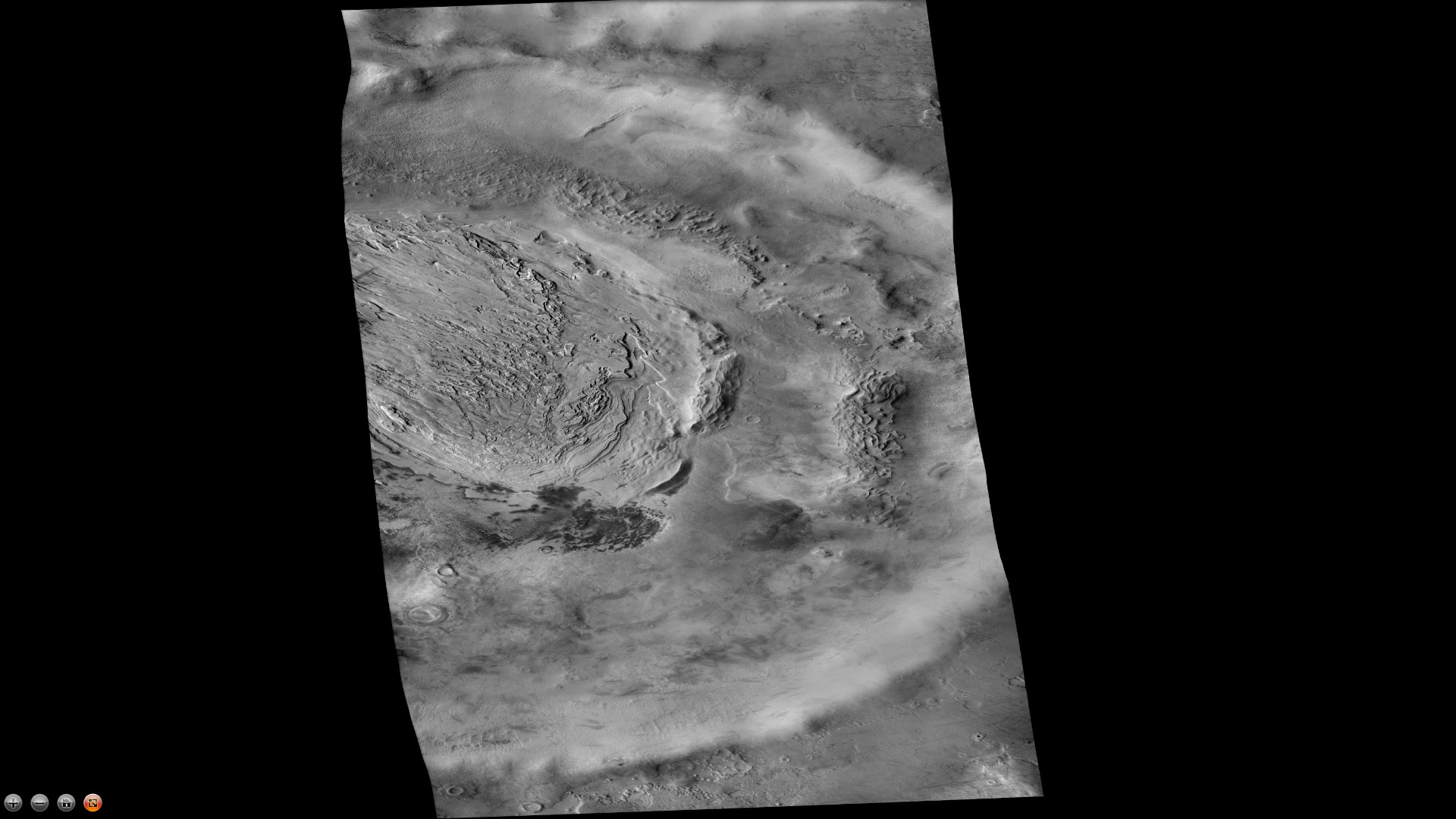
火星勘测轨道飞行器背景相机拍摄的带有层状坑底的斯帕兰扎尼陨击坑。
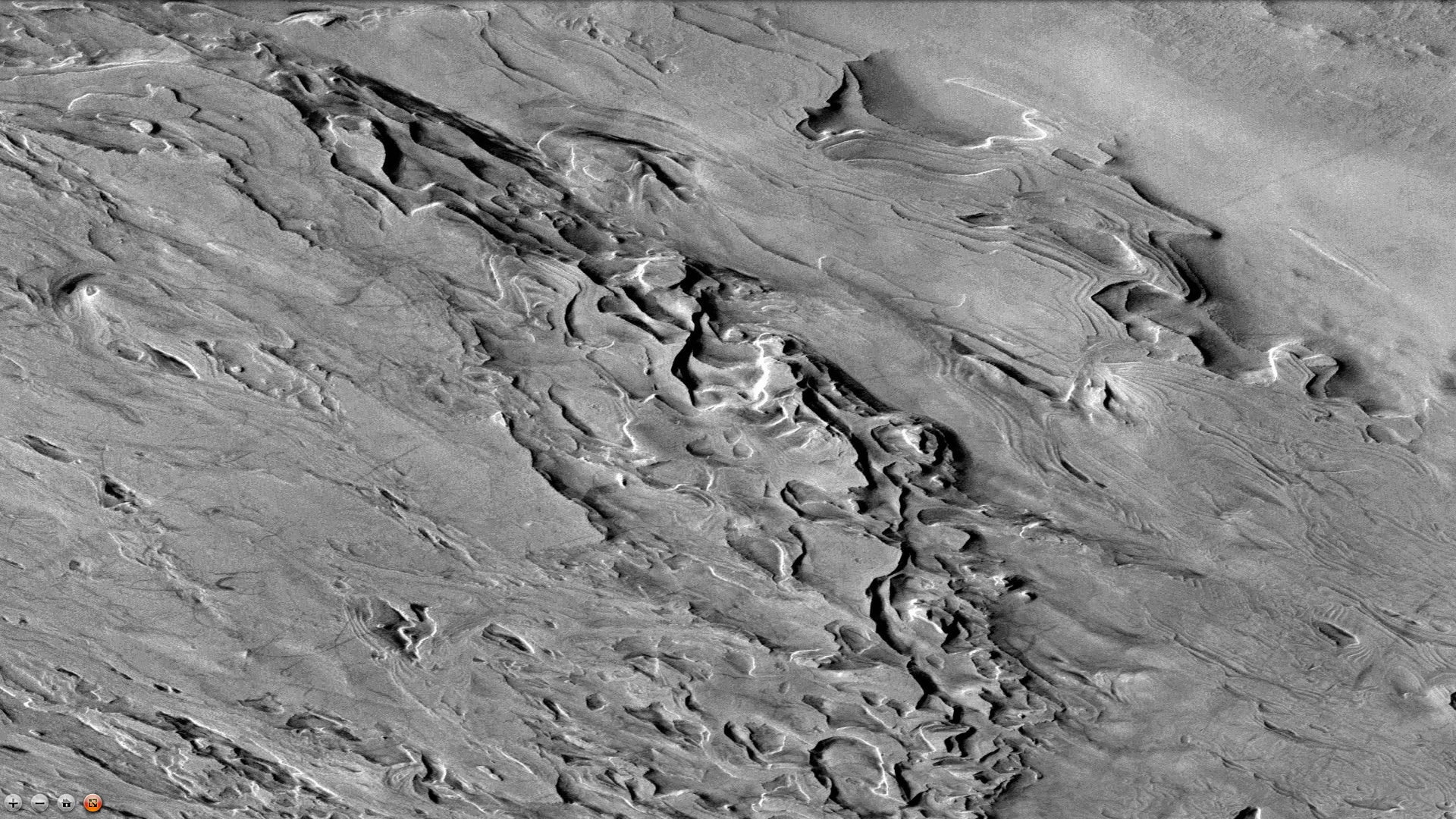
坑内岩层，这是前一幅北侧照片的放大版。

火星上许多地方都有分层重叠的岩石。岩石可通过火山、风或水等多种作用方式形成岩层。
许多陨坑中都曾经有过湖泊，因为一些陨坑底部显示有三角洲，因此，水必定存在过一段时间。火星上已发现了数十处三角洲，当泥沙从溪流中冲入静水体时，就会形成三角洲，原始生物可能会生长在这些湖泊中。因此，一些陨击坑可能是寻找火星生命证据的主要目标地。

## 另请查看
- 火星撞击坑